# Richard Kahan
Richard Kahan (ur. 15 maja 1980 w Winnipeg) – kanadyjski aktor, znany z roli Marca Parcella w serialu telewizyjnym 4400.

## Filmografia
- 4400 (2004 - 2007, 32 odcinki) - Marco Pacella
- Tajemnice Smallville (2005, 2007, 2 odcinki) - Bitterman, Brennan
- Supernatural (2007, 1 odcinki) - Clerk
- Masters Of Horror (2006, 1 odcinek) - David
- The Sparkle Lite Motel (2006) - George McKinnon
- Gwiezdne wrota: Atlantyda (2005, 1 odcinek) - Baldric
- Behind the Camera: The Unauthorized Story of 'Mork & Mindy' (2005) - Alan Davis
- After Tomorrow (2005) - Tracy
- The Colt (2005) - Isaac Silsbee
- Da Vinci's Inquest (2004) - John Dunne
- Edgemont (2001-2005) - Gil Kurvers
- A Fortune In Frozen Dim Sum (2004) - Cute Guy
- Heart Of America (2003) - Student
- Exiles (1999) - Frasier
- Hand (1998) - Brother